# جورج ماكمانوس
جورج ماكمانوس (بالإنجليزية: George McManus)‏ هو سياسي كندي وأيرلندي، ولد في 1806 في مقاطعة كافان في جمهورية أيرلندا، وتوفي في 18 أكتوبر 1887 في كندا. حزبياً، نشط في حزب أونتاريو المحافظ التقدمي. وقد انتخب عضو برلمان مقاطعة أونتاريو.